# Valérie Barlois
Valérie Barlois, née le 28 mai 1969 à Melun, est une ancienne escrimeuse française, pratiquant l'épée. Championne olympique par équipes lors des Jeux olympiques de 1996, édition où elle obtient la médaille d'argent lors de la compétition individuelle, elle remporte quatre médailles mondiales, dont un titre, toujours par équipes, lors des championnats du monde 1998.

## Biographie

### Carrière sportive
Après avoir obtenu des médailles d'argent aux championnats du monde 1991 et 1995, avec une défaite 45 à 44 face à la Hongrie lors de cette dernière édition avec Sophie Moressée, Laura Flessel et Sangita Tripathi, elle participe aux Jeux olympiques de 1996 où l'épée féminine fait sa première apparition. Après une avoir éliminé la Hongroise Tímea Nagy en quart de finale, puis l'Italienne Margherita Zalaffi sur le score de 15 à 6 en demi-finale, elle est opposée à sa compatriote Laura Flessel en finale. Celle-ci prend rapidement l'avantage, menant 9 à 3, avant de voir Barlois revenir à 10 à 7. Laura Flessel s'impose finalement sur le score de 15 à 12. Puis ensemble, également associées à Sophie Moressée-Pichot, elles remportent le titre olympique par équipes.
Elles remporteront ensemble un titre mondial par équipes en 1998. Lors de l'épreuve individuelle où Flessel remporte le titre, Barlois termine neuvième. Après une année 1999 sans réussite, elle se rend aux Jeux olympiques de 2000 de Sydney avec l'ambition de remporter deux médailles d'or. Mais elle échoue en quart de finale en individuels avant de finir cinquième par équipes, l'équipe de France étant éliminée par les Chinoises dès le premier tour du tournoi, 45 touches à 42. Après les Jeux, elle met un terme à sa carrière sportive.

### Après carrière
Diplômée de l'École supérieure de commerce de Paris (ESCP), elle rentre à la sortie de son école dans la vie professionnelle en 1995 pour intégrer le service des ressources humaines du groupe Bouygues, bénéficiant alors d'un emploi du temps aménagé pour concilier sa carrière professionnelle et sa carrière de sportive pour rentrer au sein de la direction des ressources humaines.
En octobre 2016, elle est nommée présidente du conseil d'administration du centre de ressources, d'expertise et de performance sportive (CREPS) de Bordeaux. Elle est également présidente du comité de rémunération de Paris 2024, conseillère économique de la ville du Bouscat, présidente du conseil d'administration du CREPS de Bordeaux et directrice des projets immobiliers de Bouygues Construction Sud Ouest. Elle occupe à ce jour le poste de directeur général adjoint de BCA Expertise.

## Palmarès
- Jeux olympiques d'été
  -  Médaille d'or en épée par équipes aux Jeux olympiques de 1996 à Atlanta
  -  Médaille d'argent en épée individuelle aux Jeux olympiques de 1996 à Atlanta

- Championnats du monde
  -  Médaille d'or par équipes en 1998
  -  Médaille d'argent par équipes en 1991, 1995
  -  Médaille de bronze par équipes en 1997
- Coupe du monde
  - Vainqueur du classement final de la Coupe du monde d'épée féminine en 1997

## Distinction
Valérie Barlois est élevée au grade de chevalier de la Légion d'honneur.